# Győrffy Miklós
Győrffy Miklós (Segesd, 1943. december 21. – 2020. április 23.) újságíró, egyetemi tanár.

## Életpályája
Szülei Győrffy József és Teleky Etelka voltak. 1963–1968 között az Eötvös Loránd Tudományegyetem Bölcsészettudományi Kar magyar–filozófia szakos hallgatója volt. 1968–1971 között Újpesten volt népművelő és pedagógus. 1971 óta a Magyar Rádió munkatársa, vezető szerkesztője volt. 1975–1978 között a Budapesti Műszaki és Gazdaságtudományi Egyetem etikatanára volt. 1978–1981 között az Újságíró Oktatási Központban újságírói műfajismeretet oktatott. 1980–1983 között az Eötvös Loránd Tudományegyetem Bölcsészettudományi Kar szociológia szakát is elvégezte. 1980–2008 között a Magyar Televízió külső munkatársa volt. 1990 óta Századvég Politikai Főiskola pedagógusa. 1993 óta a Kodolányi János Főiskola kommunikációs tanszékvezető docense. 2010-ben doktorált.

## Magánélete
1968-ban házasságot kötött Erdős Erzsébettel. Két gyermekük született: Szabolcs (1971) és Orsolya (1974).

## Műsorai

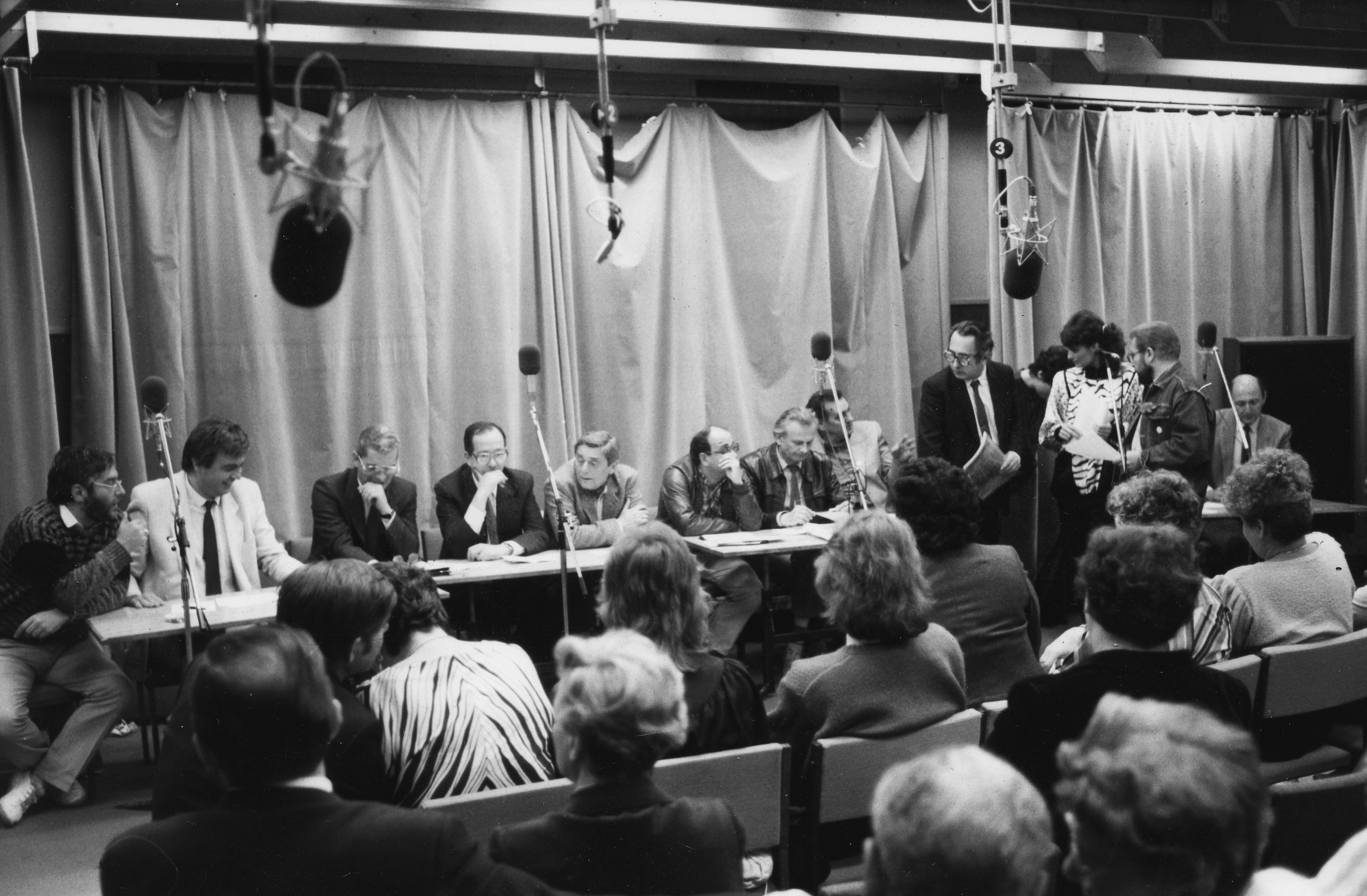
A 62 éves Rádió napja, humorfórumon (Verebes István, Pintér Dezső, Mécs Károly, Kulcsár István, Rapcsányi László, Rékai Gábor, Petress István, Marton Frigyes, Sebestyén János, Kondor Katalin, Győrffy Miklós, Mester Ákos)

### Magyar Rádió
- Krónika (1971–1987)
- 168 óra
- Vasárnapi újság
- Bagoly (1983–1990)
- Gondolat-jel (1983–2005)

### Magyar Televízió
- Budapesti Körzeti Magazin
- Stúdió
- Hírháttér
- Napzárta (1989–1992)
- Kincsestár
- Rakott (2004)
- A szólás szabadsága (2005)

## Művei
- Bagoly nappal. Válogatás a Bagoly című rádióműsor körkérdéseiből, interjúiból és dokumentum-összeállításaiból; IPV, Bp., 1988 (A taps könyvtára)
- Akkor is hazafiak. Emigráns-interjúk (Király Béla, Fejtő Ferenc, Tardos Tibor, Méray Tibor); Új Idő, Bp., 1990 (Új Idő könyvek)
- A magyar médiakultúra és a csatlakozás (2003)
- Az interjú mint rítus (2008) – DLA dolgozat

## Díjai
- Táncsics Mihály-díj (1990)
- Opus-díj (1992)
- Akadémiai Újságírói Díj (1992)
- Budapestért díj (1998)